# Montret
Montret ist eine französische Gemeinde im Département Saône-et-Loire in der Region Bourgogne-Franche-Comté. Sie gehört zum Arrondissement Louhans und zum gleichnamigen Kanton Louhans. Die Gemeinde hat 763 Einwohner (Stand 1. Januar 2022), sie werden Montretois, resp. Montretoises genannt.

## Geografie

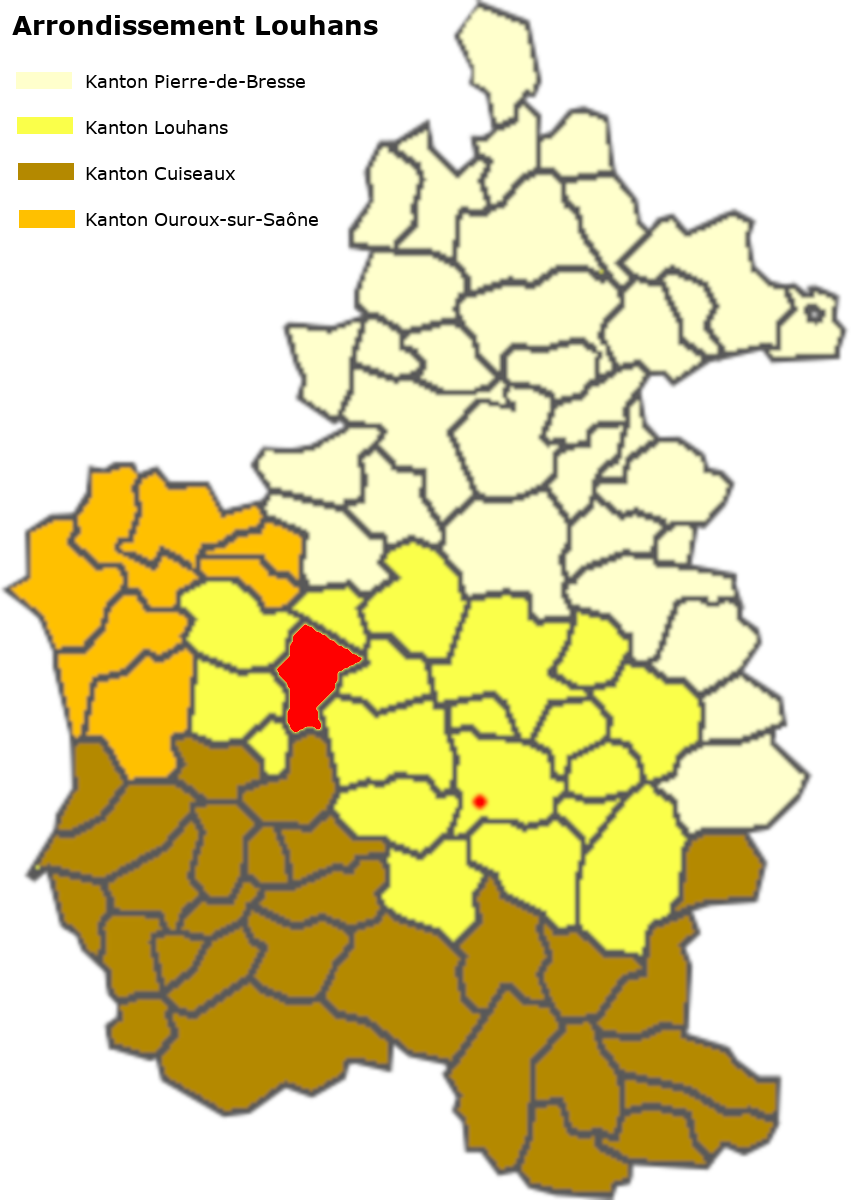
Lage der Gemeinde im Arrondissement Louhans

Montret liegt in der Landschaft Bresse an der Departementsstraße D978 (Louhans–Saint-Germain-du-Plain), die sie ungefähr in Süd-Nord-Richtung durchzieht. In der Gemeinde entspringt das Flüsschen La Serrée, fließt nach Süden und bildet die südwestliche Gemeindegrenze. Im Südosten entspringt der Ruisseau de Barbette und bildet einen Teil der Gemeindegrenze. Im Nordosten bildet ein Bief, ein künstlich angelegter Wasserlauf, der zur Bewirtschaftung der Étangs dient, einen Teil der Grenze. Die Gemeinde weist eine stattliche Zahl von Étangs auf. Waldflächen finden sich vorwiegend im Nordosten und im Westen der Gemeinde, vor allem das Gebiet nördlich des Bourg wird vorwiegend landwirtschaftlich genutzt. Zur Gemeinde gehören die folgenden Weiler und Fluren: les Berthoux, Bocquin oder le Boquin, le Bois-Renard, Bois-Saint-Marcel, le Bordiau, la Bretonnière, les Cadoles, les Cadoles-des-Bois, Carcabeaux, les Chaintres, Champ-Constantin, la Chapelles oder les Chapelles, la Charme, Charmoissy, les Chagniots, le Creusot, la Croix, les Crots, les Dions, l’Etang-Guyon, le Fahy, la Forêt, la Garluchotte, la Gauberge, le Gaudemey, la Magnience, les Maisons-Neuves, Montroux, le Pré-Pucin, la Rongère, Teppe-des-Bois, les Trigots, Vernet-au-Beau, Viennette, les Vignolles, la Ville-Léna, la Villeneuve.

### Klima
Das Klima in Montret ist warm und gemäßigt. Es gibt das ganze Jahr über deutliche Niederschläge, selbst der trockenste Monat weist noch hohe Niederschlagsmengen auf. Die Klassifikation des Klimas nach Köppen und Geiger ist Cfb ((Gemäßigtes) Ozeanklima). Die Temperatur liegt im Jahresdurchschnitt bei 12,0 °C. Der wärmste Monat ist der Juli mit einer Durchschnittstemperatur von 21,2 °C, der kälteste der Januar mit 3,3 °C. Über ein Jahr verteilt summieren sich die Niederschläge auf 1055 mm, dabei ist der November mit 113 mm der niederschlagsreichste, während März als trockenster Monat 73 mm aufweist. Über das ganze Jahr werden etwa 2700 Sonnenstunden gezählt.
|                        | Jan | Feb | Mär  | Apr  | Mai  | Jun  | Jul  | Aug  | Sep  | Okt  | Nov  | Dez |   |      |
| Mittl. Temperatur (°C) | 3,3 | 4,0 | 7,6  | 11,2 | 15,1 | 19,2 | 21,2 | 20,8 | 17,0 | 12,9 | 7,4  | 4,1 | ⌀ | 12   |
| Mittl. Tagesmax. (°C)  | 6,2 | 7,7 | 12,0 | 15,8 | 19,4 | 23,9 | 25,9 | 25,6 | 21,5 | 17,0 | 10,5 | 6,9 | ⌀ | 16,1 |
| Mittl. Tagesmin. (°C)  | 0,7 | 0,7 | 3,3  | 6,4  | 10,3 | 14,2 | 16,2 | 15,9 | 12,8 | 9,3  | 4,5  | 1,6 | ⌀ | 8    |
|                        |     |     |      |      |      |      |      |      |      |      |      |     |   |      |
| Niederschlag (mm)      | 89  | 75  | 73   | 88   | 96   | 78   | 75   | 79   | 88   | 103  | 113  | 98  | Σ | 1055 |

| 0,7 |

| 0,7 |

| 3,3 |

| 6,4 |

| 10,3 |

| 14,2 |

| 16,2 |

| 15,9 |

| 12,8 |

| 9,3 |

| 4,5 |

| 1,6 |

| 0,7 |

| 0,7 |

| 3,3 |

| 6,4 |

| 10,3 |

| 14,2 |

| 16,2 |

| 15,9 |

| 12,8 |

| 9,3 |

| 4,5 |

| 1,6 |

## Toponymie
Eine erste Erwähnung geht zurück auf das Jahr 1179, in dem der Name Mons Aureus (deutsch: Goldberg) genannt wird. Über verschiedene Entwicklungen wurde der Name zur heutigen Ortsbezeichnung, die im Übrigen traditionell als Mon-tré ausgesprochen wird.

## Geschichte
Montret liegt an einer Römerstraße, die von Chalon-sur-Saône über Louhans nach Lons-le-Saunier führte, es wurden einige archäologische Funde zutage gefördert. Das Gemeindegebiet gehörte zum großen Teil zum Marquisat von Branges, zusammen mit anderen Orten der Region. Les Trigots gehörten zum Kloster Tournus, Bordiau, le Fahy und les Berthoux zu Saint-Pierre in Chalon-sur-Saône. 1856 war im Weiler Bordiau noch eine Motte sichtbar, die eine Höhe von drei Metern aufwies. Die alte Kirche befand sich nahe einer Quelle an der Straße vom Dorfzentrum Richtung Saint-Vincent-en-Bresse, sie wurde in der ersten Hälfte des 19. Jahrhunderts zerstört. 1862 wurde die neue Kirche erbaut, die dem Heiligen Loup geweiht ist, dem achten Bischof von Chalon-sur-Saône.
Die Knabenschule, Friedensrichterhaus und Mairie wurden 1845 erbaut, 1870 der Bahnhof der Linie Chalon-sur-Saône–Lons-le-Saunier, die 1955 aufgegeben wurde. Die Mädchenschule datiert aus 1901, die Post von 1909 und 1910 wird die alte freie Schule zur Polizeistation. Heute befindet sich die Mairie in einem alten Lebensmittelgeschäft. Julien Duriez, Kunstmaler aus Chalon-sur-Saône, der in Saint-Usuge geboren wurde, wohnte in Montret. Die Serrée bildete die Grenze zwischen Droit Écrit und Droit Coutumier. 1988 bestanden noch 28 Landwirtschaftsbetriebe. Am 1. August 1849 wurde der Weiler Montroux von Savigny-sur-Seille losgelöst und mit Montret vereinigt.

### Die Herren von Montret
Montret gehörte fast ganz zum Marquisat von Branges.
- Der Weiler les Trigots (ganz im Westen der Gemeinde) war ein Lehen der Benediktiner von Tournus.
- Die Weiler le Bordiau, le Fahy und les Berthoux waren ein Lehen der Benediktinerabtei Sankt Peter von Chalon-sur-Saône. Im 18. Jahrhundert gehörte das Lehen einem de Beauverand, Herr von Vernotte und Juif.

### Heraldik
Das offizielle Wappen der Gemeinde scheint durch diese nicht angewendet zu werden, Abbildungen sind ebenfalls nicht bekannt. Nicht bekannt ist zudem seine Herkunft. Blasonierung: In Blau ein goldener Sparren, begleitet von zwei goldenen Muscheln im Haupt und einer goldenen Rose im Schildfuß.

## Bevölkerung
| Montret: Einwohnerzahlen von 1793 bis 2020 | Montret: Einwohnerzahlen von 1793 bis 2020 | Montret: Einwohnerzahlen von 1793 bis 2020 | Montret: Einwohnerzahlen von 1793 bis 2020 | Montret: Einwohnerzahlen von 1793 bis 2020 |
| --- | ------------------------------------------ | ------------------------------------------ | ------------------------------------------ | ------------------------------------------ |
| Jahr |                                            |                                            |                                            | Einwohner                                  |
| 1793 | 1793                                       |                                            | 740                                        | 740                                        |
| 1800 | 1800                                       |                                            | 811                                        | 811                                        |
| 1806 | 1806                                       |                                            | 807                                        | 807                                        |
| 1821 | 1821                                       |                                            | 866                                        | 866                                        |
| 1831 | 1831                                       |                                            | 877                                        | 877                                        |
| 1836 | 1836                                       |                                            | 836                                        | 836                                        |
| 1841 | 1841                                       |                                            | 868                                        | 868                                        |
| 1846 | 1846                                       |                                            | 880                                        | 880                                        |
| 1851 | 1851                                       |                                            | 984                                        | 984                                        |
| 1856 | 1856                                       |                                            | 921                                        | 921                                        |
| 1861 | 1861                                       |                                            | 938                                        | 938                                        |
| 1866 | 1866                                       |                                            | 954                                        | 954                                        |
| 1872 | 1872                                       |                                            | 966                                        | 966                                        |
| 1876 | 1876                                       |                                            | 987                                        | 987                                        |
| 1881 | 1881                                       |                                            | 1.035                                      | 1.035                                      |
| 1886 | 1886                                       |                                            | 1.016                                      | 1.016                                      |
| 1891 | 1891                                       |                                            | 1.015                                      | 1.015                                      |
| 1896 | 1896                                       |                                            | 1.015                                      | 1.015                                      |
| 1901 | 1901                                       |                                            | 960                                        | 960                                        |
| 1906 | 1906                                       |                                            | 947                                        | 947                                        |
| 1911 | 1911                                       |                                            | 923                                        | 923                                        |
| 1921 | 1921                                       |                                            | 902                                        | 902                                        |
| 1926 | 1926                                       |                                            | 880                                        | 880                                        |
| 1931 | 1931                                       |                                            | 873                                        | 873                                        |
| 1936 | 1936                                       |                                            | 893                                        | 893                                        |
| 1946 | 1946                                       |                                            | 816                                        | 816                                        |
| 1954 | 1954                                       |                                            | 799                                        | 799                                        |
| 1962 | 1962                                       |                                            | 770                                        | 770                                        |
| 1968 | 1968                                       |                                            | 717                                        | 717                                        |
| 1975 | 1975                                       |                                            | 596                                        | 596                                        |
| 1982 | 1982                                       |                                            | 670                                        | 670                                        |
| 1990 | 1990                                       |                                            | 669                                        | 669                                        |
| 1999 | 1999                                       |                                            | 646                                        | 646                                        |
| 2006 | 2006                                       |                                            | 686                                        | 686                                        |
| 2009 | 2009                                       |                                            | 752                                        | 752                                        |
| 2014 | 2014                                       |                                            | 798                                        | 798                                        |
| 2020 | 2020                                       |                                            | 768                                        | 768                                        |
| Quelle(n): EHESS/Cassini bis 2006, ab 2009 INSEE Anmerkung(en): • Ab 1962 offizielle Zahlen ohne Einwohner mit Zweitwohnsitz • Höchste Einwohnerzahl 1881 mit 1035, tiefste Einwohnerzahl 1975 mit 596 (57,6 % vom Maximum) |                                            |                                            |                                            |                                            |

| Bevölkerungsstruktur | Anzahl Einwohner | männlich | weiblich | davon Ausländer | Anteil % |
| -------------------- | ---------------- | -------- | -------- | --------------- | -------- |
|                      | 763              | 407      | 356      | 15              | 2,0      |

| Männer | Alterstufe | Frauen |
| ------ | ---------- | ------ |
| 3      | 90 + älter | 3      |
| 22     | 75–89      | 37     |
| 77     | 60–74      | 74     |
| 77     | 45–59      | 68     |
| 87     | 30–44      | 67     |
| 52     | 15–29      | 48     |
| 88     | 0–14       | 59     |

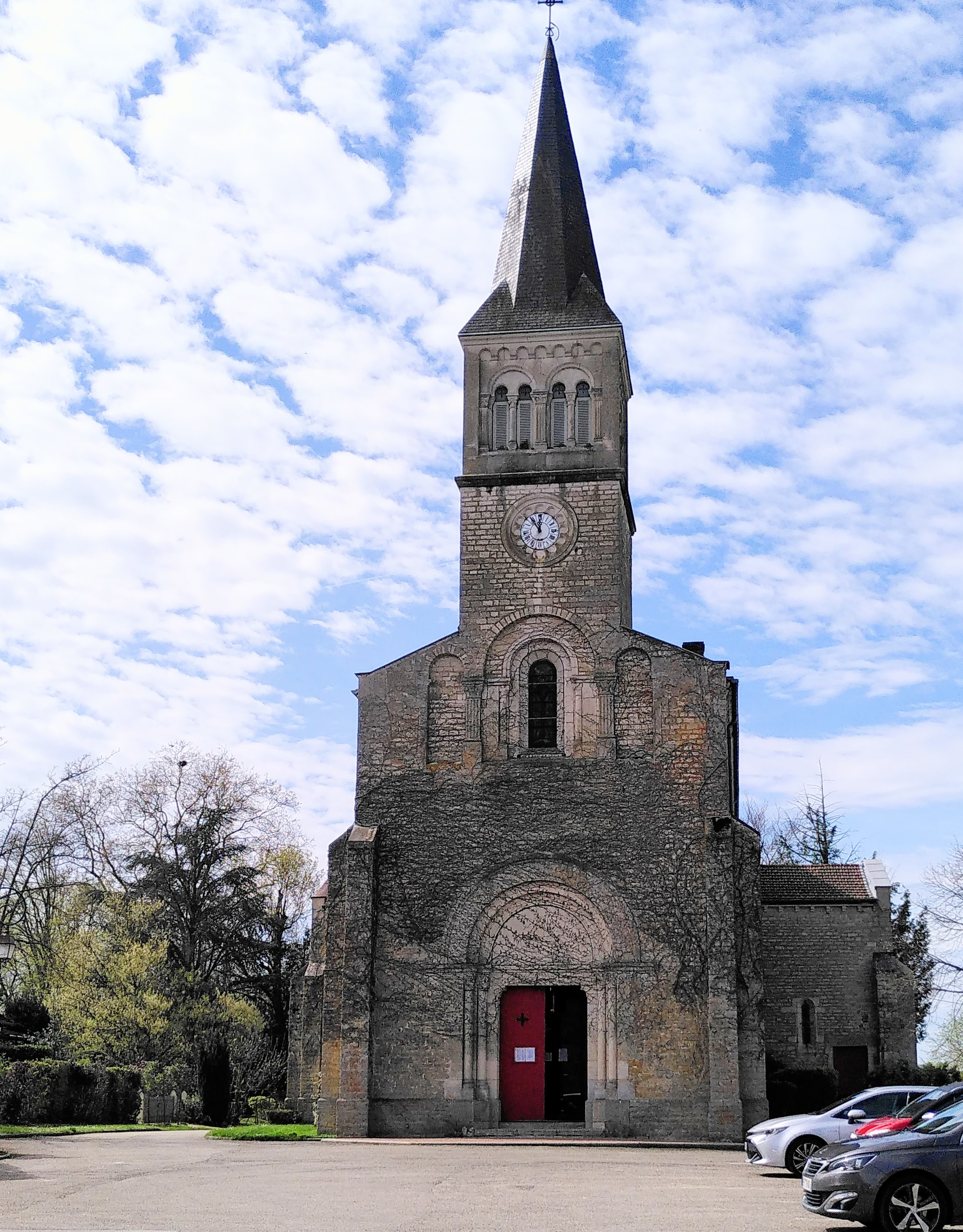
Kirche von Montret – geweiht dem Saint-Loup

Die Bevölkerungsstruktur zwischen Männern und Frauen weist einen Überhang zugunsten der Männer auf, sie machen 53,3 % der Bevölkerung aus. Dabei sind 53 % der Bevölkerung jünger als 45 Jahre. Die Gruppe der unter 15-Jährigen macht 19 % der Bevölkerung aus. Demgegenüber sind 28 % der Einwohner älter als 60 Jahre und damit im Rentenalter. Diese Struktur dürfte auf die Tatsache zurückzuführen sein, dass seit 1999 dank einer regen Bautätigkeit die Wohneinheiten um 26 % zugenommen haben. Dadurch dürfte ein starker Zuzug von jungen Familien mit Kindern erfolgt sein.
| Wohnstruktur               | Anzahl Wohneinheiten | davon Häuser | Wohnungen | sonstige |
| -------------------------- | -------------------- | ------------ | --------- | -------- |
|                            | 427                  | 384          | 37        | 6        |
| davon Hauptwohnsitz        | 344                  |              |           |          |
| Zweit- oder Ferienwohnsitz | 44                   |              |           |          |
| vakant                     | 39                   |              |           |          |

## Wirtschaft und Infrastruktur

### Unternehmen, Betriebe, Ladengeschäfte und Einrichtungen
In der Gemeinde befinden sich nebst der Mairie und Kirche folgende Unternehmen nach Branchen:
| Branche                                                           | Anzahl Betriebe |
| ----------------------------------------------------------------- | --------------- |
| Industrie und verarbeitendes Gewerbe                              | 3               |
| Baugewerbe                                                        | 10              |
| Groß- und Einzelhandel, Verkehr, Beherbergung und Gastronomie     | 13              |
| Information und Kommunikation                                     | 2               |
| Finanz- und Versicherungsdienstleistungen                         | 3               |
| Grundstücks- und Wohnungswesen                                    | 1               |
| Freiberufliche, wissenschaftliche und technische Dienstleistungen | 9               |
| Öffentliche Verwaltung, Unterricht, Gesundheits- und Sozialwesen  | 16              |
| Sonstige Dienstleistungen                                         | 4               |
| Land- und Forstwirtschaftsbetriebe                                | 12              |

In der Gemeinde befinden sich eine Bäckerei und eine Metzgerei, ein Gemischtwarenladen und ein Coiffeursalon. Ferner sind im Ort eine Autogarage, zwei Bauhandwerksbetriebe, drei Maler/Gipser und drei Installateurbetriebe. Die Gemeinde verfügt über je einen Tennis- und einen Fußballplatz, sowie eine Turn- und Sporthalle, eine Post und einen Polizeiposten. Mit den Gütern des täglichen Bedarfs versorgen sich die Einwohner weitgehend in Louhans.

### Geschützte Produkte in der Gemeinde
Als AOC-Produkte sind in Montret Volaille de Bresse und Dinde de Bresse, ferner Crème et beurre de Bresse zugelassen.

### Bildungseinrichtungen
In der Gemeinde besteht eine École primaire (École maternelle und École élémentaire), die der Académie de Dijon untersteht und von 69 Schülern besucht wird. Für die Schule gilt der Ferienplan der Zone A.

## Persönlichkeiten
- Julien Duriez, Kunstmaler aus Chalon-sur-Saône, wohnte und wirkte in Montret